# Aeroporto Internacional de Luxor
O Aeroporto Internacional de Luxor está localizado em Luxor, no Egito. Em 2004, o aeroporto serviu 2.123.898 passageiros.

## Destinos Por Companhia Aérea
| Companhias           | Destinos                                                      |
| -------------------- | ------------------------------------------------------------- |
| Air Arabia           | Sharjah                                                       |
| Arkefly              | Amsterdã                                                      |
| Bahrain Air          | Barém                                                         |
| EasyJet              | Londres                                                       |
| EgyptAir             | Cairo, Cidade do Kuwait, Londres, Marsa Alam, Sharm el-Sheikh |
| Flydubai             | Dubai                                                         |
| Jazeera Airways      | Cidade do Kuwait                                              |
| Jetairfly            | Bruxelas                                                      |
| Luxair               | Luxemburgo                                                    |
| Qatar Airways        | Doha                                                          |
| Thomas Cook Airlines | Londres, Manchester                                           |
| Thomson Airways      | Birmingham, Londres, Manchester                               |
| Transavia.com        | Amsterdã                                                      |